# Hurrah! Soldatenstreiche aus Krieg und Frieden

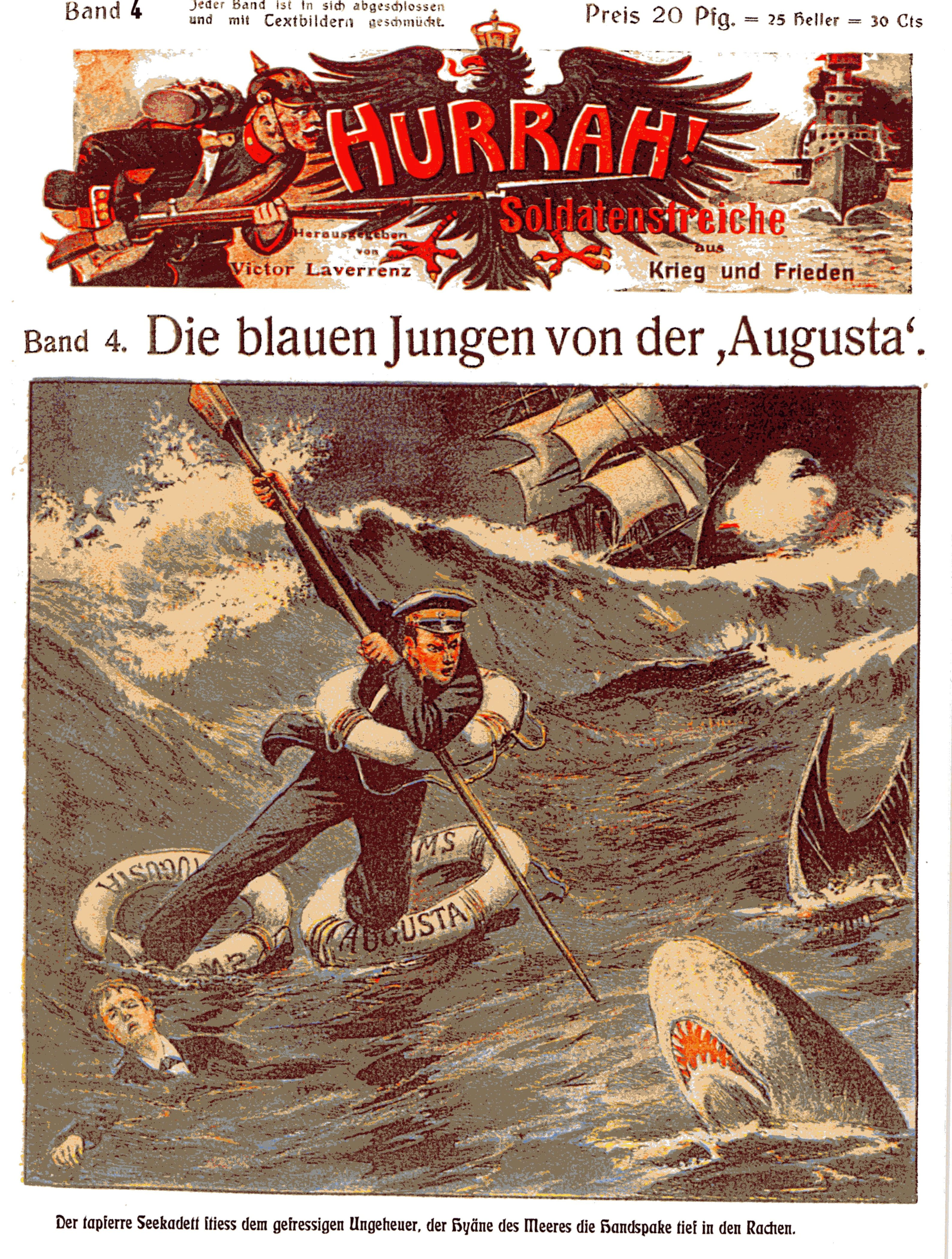
Titelbild Hurrah Soldatenstreiche aus Krieg und Frieden Band 4 Die blauen Jungen von der AUGUSTA

Hurrah! Soldatenstreiche aus Krieg und Frieden, ab Band 83 Hurrah! Durch alle Welt war eine deutsche Heftromanserie im Großformat, die von 1907 bis 1912 in 253 Ausgaben im H. G. Münchmeyer Verlag, Dresden, erschien, der zeitweise die Werke von Karl May publizierte. Sie war, soweit bislang nachweisbar, die erste deutsche Kriegsromanheftserie und direkt oder indirekt Vorläufer von Serien wie Unter deutscher Flagge bis zu Der Landser. Sie wurde 1916 im Rahmen der Bekämpfung der Schundliteratur verboten und noch vorhandene Bestände wurden eingestampft.

## Autoren und Themenkreise
Herausgeber und Autor war bis zu seinem Tod der Militär- und Marineschriftsteller Victor Laverrenz; weitere Autoren waren u. a. Hans Oberländer und Robert Heymann alias Max Ladenburg. Die Farbcover, denen der Sachbuchautor und Spezialist für Unterhaltungsliteratur Heinz J. Galle eine ausgezeichnete optische Qualität bescheinigt, waren nach Verlagsangabe von dem Militärmaler Adolf Wald gezeichnet.
Die Serie behandelte sowohl historische Ereignisse als auch fiktive Episoden, die in eine historische Rahmenhandlung eingebettet sind oder in der gegenwartsnahen Zukunft spielen. Zu den historischen Themen gehörten die brandenburg-preußischen Kriege des 17. und 18. Jahrhunderts (Nr. 131 Der alte Dessauer), die Befreiungskriege (Nr. 18 Lützows wilde verwegene Jagd), der Deutsch-Dänische Krieg von 1864, der Deutsch-Französische Krieg von 1870/71 sowie Ereignisse aus den deutschen Kolonialkriegen in den Kolonien Kamerun, Deutsch-Südwestafrika (Aufstand der Herero und Nama) und Deutsch-Ostafrika (Nr. 151 Im Kampfe gegen Hendrik Witboi, Nr. 136 Ostafrika in Flammen, Nr. 200 Ein Mord in Kamerun). Weitere Themen waren die neuere deutsche Marinegeschichte (Nr. 51: Peter Hansen, der Held von Tres Forcas, Nr. 64 Der Scharfschütze vom „Meteor“, Nr. 127 Präsident Castros Adjutant), der Boxeraufstand (Nr. 15 Das Heldenmädchen von Tientsin) und der Burenkrieg. Einige Hefte waren als Biographien über populäre deutsche Persönlichkeiten und Kriegshelden angelegt wie Ferdinand von Zeppelin, Ferdinand von Schill, Hans Joachim von Zieten oder Emin Pascha (Eduard Schnitzer). Eine Besonderheit war ein Heft über den seinerzeitigen Präsidenten der USA, Theodore Roosevelt, über den mit Roosevelts Rauhreiter auch eine eigene Kriegsromanheftserie existierte, die ebenfalls im Großformat erschien (30 Ausgaben 1911 im Dresdner Columbia-Verlag).

## Ausgaben
1. Husarenstreiche/Ein erfrischendes Bad/Aus den Kämpfen von St. Quentin
2. Die Tochter des Spions/Im Kaisermanöver/Von Vionville bis Gravelotte
3. Gottfried Bürger: Der Teufelsjunge von Gravelotte/Victor Laverrenz: Manöverstreiche/Albert Blasche: Ein Patrouillengang
4. Die blauen Jungen von der „Augusta“/Unsere Holzpartie
5. Der Ulan von Braunau/Auf falscher Fährte
6. A. v. Wander: Turkoblut/Victor Laverrenz: Der rote Adlerorden IV. Klasse
7. Hugo Neumann: Wendelin Höffkens´ Abenteuer/Victor Laverrenz: Die beste Seife
8. Der Gefangene Garibaldis/Der Scharfschütze von Argenteuil/Die Spitznamen im preußischen Gardekorps
9. Herbert v. Bartenstein: Die Braut von Königgrätz/Victor Laverrenz: Ein unheimliches Quartier/G. Schweitzer: Weihnachten vor Paris
10. Auf der Durststrecke in Deutsch-Südwest/Der Dachs im Misthaufen
11. Die Todesreiter von Mars-la-Tour/Armee und Marine
12. Richard Selten: Die Müllerstochter von Weißenburg/Victor Laverrenz: Kirchgang
13. Fr. Brumann: Der blaue Teufel/Victor Laverrenz: Apollo von Belvedere/F. N. Heimes: Das Gefecht bei Domart le Hourges und Maison blanche
14. Die Rattenfänger von Paris/Die Regimentsstandarte
15. Das Heldenmädchen von Tientsin/Gottlieb Pannemanns Turko/Überfall von Dombrot le Sec
16. A. Baumann: Der Opfertod des Helden von Düppel/Victor Laverrenz: Dummkoller
17. Das Blutbad von Deutsch-Ostafrika/Geheimakten
18. Lützows wilde verwegene Jagd/Das Liebesmahl
19. Der Deserteur von Donchery/Auf Stallwache/Unser Einmarsch in Feindesland
20. Der Landwehrheld von Villeneuve/Mein Schatz ist ein Reiter
21. Erwin v. Schwarzeneck: Der Schmied von St. Johann/Victor Laverrenz: Paradegepäck
22. Martin Freiberg: Die Flucht des Toten von Algier/Victor Laverrenz: Die Ballonvisite
23. Die Höllenfahrt des Verräters von Eckernförde/Die Rettungsmedaille
24. Hellmuth v. Eichstädt: Das Verbrecherschloß in den Vogesen/Victor Laverrenz: Abgesessen zum Gefecht zu Fuß
25. Herbert v. Bartenstein: Lulus Feuertaufe/Victor Laverrenz
26. Heinrich v. Rheinstädt: Der Kassenräuber von Schweidnitz/Victor Laverrenz: Baden verboten
27. Die Franzosenhexe/Der Bataillonsmörder
28. Der Mord im Fürstensteiner Grund/Schnellsatteln und -packen
29. Dr. Rafael Brausewetter: Die Falschmünzerkasematte/Victor Laverrenz: Der Stulenmajor
30. Unter brandenburgischer Kriegsflagge/Eisenbahnzerstörung
31. Ein deutscher Reservistenstreich/Arrestbruch
32. Dietrich v. Kracht: Marketenderin und Grafenkind/Victor Laverrenz: Die Schützenpfeife/E. F. Janke: Im Biwak vor Metz
33. Das Hungergespenst von Metz/Manöverurlaub/Die Mädels müssen her!
34. Das Geheimnis des Ardenner Waldes/Ein blutiger Zusammenstoß/Schmale Kost und wenig Geld
35. Der Husarenrebell/Revierkrank
36. Das rote Haus von Le Bourget/Der Einbrecher/Der Geburtstagsbraten
37. Johannes Parten: Der schwarze Graf/Victor Laverrenz: Komplizierter Knochenbruch
38. Der tolle Christian/Stiefelappell
39. Landwehrmann Piefkes Pflegekinder/Feueralarm
40. Der Page des Schwedenkönigs/Das Modell
41. Bartholom. Graf Rotteck: Erschossen, begraben und auferstanden/Victor Laverrenz: Reinicke Fuchs
42. Deutsche Spartaner/Der Trompeter von Mars-la-Tour
43. Hurrah, die Schutztruppe/Bangemeiers Hosen
44. Helden aus Liebe/Eine unheimliche Nacht
45. Der Galgenstrick von Tempelhof/Posten vorm Gewehr
46. Der Posten von Longjumeau/Pferdeverstand
47. Horst Wendel: Der Trommler von Stendal/Victor Laverrenz: Die Jungfrau von Orleans
48. Die Masurischen Jäger/Die Sonne bringt es an den Tag
49. Heinrich v. Rheinstädt Sein getreuer Roland/Victor Laverrenz: Der Detektiv
50. Der Löwe von Jena/Die Käseschwadron
51. Peter Hanse, der Held von Tres Forcas/Schießstandfreuden
52. Dr. Rafael Brausewetter: Die Braut des Totenhusaren/Victor Laverrenz: Kammerarbeit
53. Die Witwe des Hauptmann von Basedow/Michael Kleinstäubers Heldenritt
54. Der rote Bombardier/Ein Ritt auf dem Pegasus
55. Die Kaiserproklamation von Versailles/Berserkerstreiche
56. Die Hyänen des Schlachtfeldes/Die Brandstifter
57. Des alten Blüchers Tabakstopfer/Der Teufel im Backofen
58. Das Gespenst des Jura/Der Rosstäuscher
59. In Sturm und Not/Der Lebensretter
60. Johanna Stegen, die Heldin von Lüneburg/Der Obersteiger
61. Der Kampf um Straßburg/Das Attentat/Ein Held aus dem Jahre 1849
62. Der Rossarzt und sein Hund/Der Streikbrecher
63. Das Blutgericht von Ablis/Das Duell
64. Der Scharfschütze vom „Meteor“/Eine furchtbare Schweinerei
65. Johannes Parten: In den Katakomben von Paris/Victor Laverrenz: Das Renommierhuhn
66. Hanns P. Salzmann: Getreu bis in den Tod/Victor Laverrenz: Silberdiebstahl
67. Ein Kampf um Berlin/Die Trikolore
68. Hellmuth v. Eichstädt: Weihnachten an der Loire/Victor Laverrenz: Ein tüchtiger Stratege
69. Johannes Parten: Die Verräter von Wörth/Victor Laverrenz: Eine Wasserkur
70. Im Kampfe gegen den Erbfeind/Der Heiratsvermittler/Prinz Friedrich Karl in Lebensgefahr
71. Auf verlorenem Posten/Hundewurst
72. Füsilier Treichel/Fahnenflüchtig
73. Johannes Parten: Der Renegat/Victor Laverrenz: Ein Opfer der Wohltätigkeit/Kuno Rübezahl: Das verräterische Fenster
74. Gotthold v. Trauwetter: Die Schwester vom Roten Kreuz/Leo v. Hagen (d. i. Robert Kraft): Ein Abenteuer in den deutschen Kolonien
75. Obermaat Tüchtig/Der Rekrut/Der Mantel
76. Das verkannte Franktireurdepot
77. Die deutsche Bauernschlacht am Mohawkflusse
78. Der Maire von Bazeilles
79. Husar und Lancier
80. Die Schreckensnacht von Podol
81. Marine-Akrobaten
82. Johannes Parten: Ein tapfrer Hanseate/Hinrich Beuermann: Feldzugsbriefe des ehemaligen Sergeanten
83. Papa Blücher als Straßenräuber
84. Der Grenadier Friedrichs des Großen
85. Johann Leicht, der Teufelsbraten
86. E. Wetter v. Strahl: Sie sollen uns nur kommen !/Johannes Jühling: Der arme Heinrich
87. Johannes Jühling: Zeppelins erste Heldentat/Emil Eggert: Rühreier mit Speck
88. Der Depeschenreiter von Colombey-Veuilly
89. Das Teufelsmädchen von Omaruru
90. Deutschland in der Luft voran!
91. Der Bruderkrieg in Marokko
92. Von St. Privat nach Afrika
93. Der Zusammenstoß des Kriegsluftschiffs mit einem Kometen
94. Der Sturm auf den Harem
95. Ein deutscher Held in Bulgarien
96. Les Ulan! Les Ulan!
97. Die Eroberung des Nordpols
98. Der Mord in der Kaserne
99. Zwischen Himmel und Erde
100. Gegen Kiri und Büchse
101. Dämon Ehre
102. Unsere Jäger in Feindesland
103. Graf Zeppelin
104. Der Greuel im Kongostaate
105. Ein Ruhmestag des Drachenfliegers
106. Graf Haeseler
107. Der Marquis von Becsey
108. Die Weltschlacht in Indien
109. Die Helden vom Unterseeboot
110. Unter den Schwertern der Boxer
111. Racznocic, der Bandenführer
112. Das Gespensterschiff der Lüfte
113. Das Geheimnis der Nyika
114. Schlagende Wetter/Ein sächsischer Reiter
115. Götz von Berlichingen
116. Hundert Stunden im Ballon
117. Kolberg 1807
118. Die Schreckenstage am Waterberg
119. Der Untergang Londons
120. Dragonerliebe
121. Vor dem Ehrengericht
122. Der Untergang des deutschen Kriegsballons
123. Prinz Friedrich Karl
124. Bürgerstolz – Soldatenblut
125. Ferdinand von Schill
126. Im Wahne der Schuld
127. Präsident Castros Adjutant
128. Armin der Cherusker
129. Der Sturm auf Konstantinopel
130. Die Schwarze Hand
131. Der alte Dessauer
132. Die drei Kürassiere
133. Die Völkerschlacht bei Leipzig
134. Hurrah, die deutschen Studenten!
135. Zieten aus dem Busch
136. Ostafrika in Flammen
137. Die Helden vom Roten Kreuz
138. Der Adjutant von Sedan
139. Andreas Hofer
140. Die deutsche Flagge in Persien
141. Theodor Körner
142. Die Bayern vor Wörth
143. Pioniere vor !
144. Der weiße Tod von 1812
145. Der Zauber der kupfernen Stadt
146. Die Marketenderin von Orleans
147. Unter spanischer Flagge in Marokko
148. Die Ritter vom Eisernen Kreuz
149. Emin Pascha, der deutsche Held im Sudan
150. Der Wallreiter von Paris
151. Im Kampfe gegen Hendrik Witboi
152. Die Helden an der Lisaine
153. Gegen die gelbe Sonne
154. Weihnacht in Südwest
155. Unter dem Sachsenbanner
156. Ein Abenteuer in Tibet
157. Im Ballon über Paris
158. Der Inselkönig
159. Die braven Neununddreißiger
160. Der eiserne Kanzler
161. Der Schlachtenbummler
162. Die Tochter des Franktireurs
163. Die schöne Josephine vom Mont Valerien
164. Vermißt
165. Der Zuavenkönig
166. Der Engel von Saint Quentin
167. Öster 1871 in Paris
168. Der Bayrische Löwe in der Stadt der Jungfrau
169. Der Tambour von La Bourget
170. Der Schrecken von Versailles
171. Eine grauenvolle Nacht
172. Rote Wintertage
173. Der Verräter von Mexiko
174. Liebesleid und Heldensieg
175. Die Zerstörer der Eisenbahn
176. Der Deutsche kämpft für den Bur
177. Der Festungsjäger
178. Der Überfall von Hochkirch
179. Reiter John´s Abenteuer
180. Wallensteins Adjutant
181. Von jenseits des Ozeans
182. Theodor Roosevelt, Oberst der Rauhreiter
183. Die Schlacht bei Tannenberg
184. Die Brieftaube von Morsbronn
185. Das geheimnisvolle Blumenschiff
186. Tolle Junkerfahrten
187. Die Zitadelle von Laon
188. Der lange Gardist
189. Turner, auf zum Streite!
190. Johann Orths letzte Fahrt
191. Am Freiheitsmorgen
192. Unser Fritz
193. Der Mitrailleusenfranz
194. Der schwarze Malchow
195. Im Feuer geläutert
196. Die Geisterseher von Steinburg
197. Die kühnen Frauen von Reschberg
198. Der erste Tote
199. Vom Troßbuben zum Feldmarschall
200. Ein Mord in Kamerun
201. Die rote Mühle
202. Held Adalar
203. Der letzte Hieb
204. Das Kaperschiff
205. Der Held der Berge
206. Um Haaresbreite
207. Die blauen Teufel vom Ardennerwald
208. Die Schlacht bei Idstedt
209. Seydlitz
210. Der Totenreiter
211. Der schwarze Herzog
212. Schlimmer als der Tod
213. Gegen den schlimmsten Feind
214. Spionenjagd
215. Die Schlacht in der Lochauer Heide
216. Jäger auf Streifpatrouille
217. Die Menschenjäger
218. Der Frauen Heldentum ist Liebe
219. Ein weiblicher Korporal
220. Um Ehre und Leben
221. Moltke
222. Lieber tot als ehrlos
223. In Treue fest
224. Entsühnt
225. F. v. Hackländer: Die Gefangenen von Peau
226. Der letzte Holderkamp
227. Studenten und Lützower
228. W. v. Trotha: Alltied vörup
229. Moltke im Orient
230. In letzter Stunde
231. Prinz Eugen, der edle Ritter
232. Der Königsfreiwillige
233. Bomben und Granaten
234. Nachtgespenster
235. Bernauer Brei
236. Die Fahnenträger von Dijon
237. Auf ferner fremder Aue
238. Wie Helden sterben

Nrn. 239 bis 253 keine Titelangaben bekannt.